# Bernard Butler
Pour les articles homonymes, voir Butler.
Bernard Joseph Butler est un guitariste britannique, né le 1er mai 1970 à Stamford Hill, un quartier du East London.
Sa carrière professionnelle commence quand il est sélectionné comme guitariste du groupe britannique Suede en 1989.
En 2004, il retrouve Brett Anderson,  ex-comparse de Suede, avec qui il fonde le groupe The Tears et enregistre l'album Here Come the Tears (en).
À partir de 2008, il fait partie du groupe qui accompagne la chanteuse Duffy en tant que guitariste, pianiste et percussionniste.
En 2014, il accompagne l’ancien chanteur et musicien d'Everything but the Girl, Ben Watt, sur son album, "Hendra" et la tournée qui promeut cet album.

## Discographie

### Albums studio
- 1998 - People Move On (Creation Records)
- 1999 - Friends and Lovers (Creation Records)
- 2024 - Good Grief (355 Recordings)

### Albums collaboratifs
avec Catherine Anne Davies
- 2020 - In Memory of My Feelings (Needle Mythology Records)

avec Jessie Buckley
- 2022 - For All Our Days That Tear the Heart (Virgin Records)

avec Norman Blake & James Grant
- 2025 - Butler, Blake & Grant (355 Recordings)